# Liste der Prinzen namens Philipp

## Prinzen von Spanien
- Philipp Prosper wurde am 5. Dezember 1657 als ältester Sohn von Philipp IV. von Spanien und dessen zweiter Gemahlin Maria Anna von Österreich geboren und starb am 1. November 1661.
- Philipp Ludwig wurde am 7. Juli 1709 als zweiter Sohn von Philipp V. von Spanien und dessen erster Gemahlin Maria Luisa von Savoyen geboren und starb am 8. Juli 1709.
- Philipp Peter Gabriel wurde am 7. Juni 1712 als dritter Sohn von Philipp V. von Spanien und dessen erster Gemahlin Maria Luisa von Savoyen geboren und starb am 29. Dezember 1719.
- Philipp wurde am 15. März 1720 als dritter Sohn von Philipp V. von Spanien und dessen zweiter Gemahlin Elisabeth Farnese geboren und starb am 18. Juli 1765. Er trug den Titel eines Herzogs von Parma, Guastalla und Piacenza. 1740 heiratete er Isabelle von Frankreich, mit der er die Kinder Isabella (* 31. Dezember 1741; † 27. November 1763), Ferdinand I. Maria (* 20. Januar 1751; † 9. Oktober 1802) und Maria Luisa (* 9. Dezember 1751; † 2. Januar 1819) hatte.
- Philipp Anton Januario Pascal Franz Serafina wurde am 13. Juni 1747 als ältester Sohn von Karl III. von Spanien und dessen Gemahlin Maria Amalia von Sachsen geboren und starb am 19. September 1777. Er trug den Titel eines Prinzen von Kalabrien. Philipp war mit Maria von Frankreich verheiratet.
- Philipp Franz wurde am 5. September 1783 als vierter Sohn von Karl IV. von Spanien und dessen Gemahlin Maria Luisa von Parma geboren und starb am 18. Oktober 1784.
- Philipp Maria Franz wurde am 28. März 1792 als siebter Sohn von Karl IV. von Spanien und dessen Gemahlin Maria Luisa von Parma geboren und starb am 1. März 1794.
- Philipp Johann Paul Alfons wurde am 29. Januar 1968 als Sohn von Juan Carlos I. von Spanien und dessen Gemahlin Sophia von Griechenland geboren. Er trägt die Titel eines Prinzen von Asturien, Viana und Girona, den Titel eines Herzogs von Montblanc und eines Grafen von Cervera. Als König wird er sich wahrscheinlich Philipp VI. nennen.
- Philipp Johann Froilan wurde am 17. Juli 1998 als Sohn von Elena von Spanien und deren Gemahl Jakob Marchilar geboren.

## Prinzen von Frankreich
- Philipp wurde am 29. August 1116 als ältester Sohn von Ludwig VI. von Frankreich und dessen zweiter Gemahlin Adelheid von Savoyen geboren und starb am 12. Oktober 1131. Er war Kronprinz von Frankreich.
- Philipp wurde 1125 als sechster Sohn von Ludwig VI. von Frankreich und dessen zweiter Gemahlin Adelheid von Savoyen geboren und starb am 4. September 1161. Er war Dekan von Saint-Martin de Tours und Bischof von Beauvais.
- Philipp wurde am 15. März 1190 als zweiter Sohn von Philipp II. von Frankreich und dessen erster Gemahlin Isabella von Hennegau geboren und starb am 15. März 1190.
- Philipp wurde 1200 als ältester Sohn von Philipp II. von Frankreich und dessen dritter Gemahlin Agnes von Meran geboren und starb am 18. Juli 1234. Er trug den Titel eines Grafen von Clermont-en-Beauvoisis. Philipp war mit Mathilde von Dammartin verheiratet.
- Philipp Charlot wurde als unehelicher Sohn von Philipp II. von Frankreich geboren und starb 1249. Er war Bischof von Noyon.
- Philipp wurde am 9. September 1209 als ältester Sohn von Ludwig VIII. von Frankreich und dessen Gemahlin Blanche von Kastilien geboren und starb im Juli 1218. Er trug den Titel eines Kronprinzen von Frankreich.
- Philipp Dagobert wurde 1222 als achter Sohn von Ludwig VIII. von Frankreich und dessen Gemahlin Blanche von Kastilien geboren und starb 1229.
- Philipp wurde im Januar 1313 als ältester Sohn von Philipp V. von Frankreich und dessen Gemahlin Johanna von Burgund geboren und starb am 24. März 1321. Er trug den Titel eines Kronprinzen von Frankreich.
- Philipp wurde am 5. Januar 1314 als Sohn von Karl IV. von Frankreich und dessen erster Gemahlin Blanche von Artois geboren und starb am 24. März 1322. Er trug den Titel eines Kronprinzen von Frankreich.
- Philipp wurde 1316 als ältester Sohn von Philipp VI. von Frankreich und dessen erster Gemahlin Johanna von Burgund geboren und starb 1316.
- Philipp wurde am 1. Juli 1336 als sechster Sohn von Philipp VI. von Frankreich und dessen erster Gemahlin Johanna von Burgund geboren und starb am 1. September 1375. Er trug den Titel eines Herzogs von Orléanes. Philipp war mit Blanche von Frankreich verheiratet.
- Philipp II. wurde am 17. Januar 1342 als vierter Sohn von Johann II. von Frankreich und dessen erster Gemahlin Jutta von Luxemburg geboren und starb am 27. April 1404. Er trug die Titel eines Herzogs von Burgund und Brabant und eines Grafen von Flandern, Artois, Nevers und Rethel. Philipp war seit 1369 mit Margarethe von Flandern verheiratet. Aus dieser Ehe stammen einige Kinder.
- Philipp wurde am 10. November 1407 als sechster Sohn von Karl VI. von Frankreich und dessen Gemahlin Elisabeth von Bayern geboren und starb am 15. November 1407.
- Philipp wurde am 4. Februar 1436 als vierter Sohn von Karl VII. von Frankreich und dessen Gemahlin Maria von Anjou geboren und starb am 2. Juni 1436.
- Philipp wurde 1524 als vierter Sohn von Franz I. von Frankreich und dessen erster Gemahlin Claudia von Frankreich geboren und starb 1524.
- Philipp I. wurde am 21. September 1640 als zweiter Sohn von Ludwig XIII. von Frankreich geboren und starb am 9. Juni 1701. Er trug den Titel eines Herzogs von Orléanes. In erster Ehe heiratete er am 30. März 1661 Henrietta Anne Stuart. In zweiter Ehe vermählte er sich am 21. November 1671 mit Liselotte von der Pfalz. Aus beiden Ehen stammen Kinder.
- Philipp wurde 1665 als unehelicher Sohn von Ludwig XIV. von Frankreich geboren und starb 1665.
- Philipp Karl wurde am 11. August 1668 als zweiter Sohn von Ludwig XIV. von Frankreich geboren und starb am 10. Juli 1671. Er trug den Titel eines Herzogs von Anjou.
- Philipp Ludwig wurde am 30. August 1730 als zweiter Sohn von Ludwig XV. von Frankreich und dessen Gemahlin Maria von Polen geboren und starb am 9. April 1733. Er trug den Titel eines Herzogs von Anjou.

## Prinzen von Belgien
- Philipp Eugen Ferdinand Maria Clemens Balduin Leopold Georg wurde am 24. März 1837 als dritter Sohn von Leopold I. von Belgien und dessen zweiter Gemahlin Luise von Frankreich geboren und starb am 17. November 1905. Er trug den Titel eines Herzogs von Flandern. Philipp war mit Marie von Hohenzollern verheiratet. Sie hatten die folgenden Kinder:
  - Balduin Leopold (* 3. Juni 1869; † 23. Januar 1891),
  - Henriette Marie (* 30. November 1870; † 29. März 1948),
  - Josephine (* 30. November 1870; † 18. Januar 1871),
  - Josephine Carola (* 18. Oktober 1872; † 6. Januar 1958) und
  - Albert I. (* 8. April 1875; † 17. Februar 1934).
- Philipp Leopold Ludwig Marie wurde am 15. April 1960 als ältester Sohn von Albert II. von Belgien und dessen Gemahlin Paola Ruffo von Calabria geboren. Er trägt den Titel eines Herzogs von Flandern. Seit dem 4. Dezember 1999 ist er mit Mathilde d’Udekem d’Acoz verheiratet, mit der er die Kinder Elisabeth Therese (* 25. Oktober 2001) und Gabriel Balduin (* 20. August 2003) hat.

## Prinzen von Portugal
- Philipp wurde am 25. Mai 1533 als dritter Sohn von Johann III. von Portugal und dessen Gemahlin Katharina von Österreich geboren und starb am 29. April 1539.
- Philipp wurde am 17. November 1581 als vierter Sohn von Johann I. von Braganza und dessen Gemahlin Katharina von Portugal geboren und starb am 27. September 1608.

## Prinzen von Savoyen (Italien)
- Philipp Emanuel wurde am 8. April 1586 als ältester Sohn von Karl Emanuel I. von Savoyen und dessen Gemahlin Katharina von Spanien geboren und starb am 9. Februar 1605.
- Philipp Emanuel wurde im März 1697 als fünfter Sohn von Ludwig von Savoyen-Soissons und dessen Gemahlin Uranie von Beavvais geboren und starb 1699.

## Prinzen von Parma
- Philipp Maria Ludwig Franz wurde am 22. Mai 1783 als zweiter Sohn von Ferdinand I. von Parma und dessen Gemahlin Maria Amalia von Österreich geboren und starb im Juni 1786.
- Philipp wurde als ältester Sohn von Jakob von Parma und dessen Gemahlin Brigitte von Holstein-Ledreborg geboren. Er heiratete Anette Smith.

## Prinzen von Dänemark
- Philipp wurde am 4. Juli 1519 als vierter Sohn von Christian II. von Dänemark und dessen Gemahlin Isabella von Österreich geboren und starb 1520.